# We Are the Void
We Are The Void — девятый студийный альбом шведской метал-группы Dark Tranquillity, вышедший в 2010 году.

## Track listing
| №                   | Название                   | Текст песни         | Музыка                                 | Длительность |
| ------------------- | -------------------------- | ------------------- | -------------------------------------- | ------------ |
| 1.                  | «Shadow in Our Blood»      | Микаэль Станне      | Никлас Сундин                          | 3:46         |
| 2.                  | «Dream Oblivion»           | Станне              | Даниэль Антонссон, Мартин Хенрикссон   | 3:50         |
| 3.                  | «The Fatalist»             | Станне              | Хенрикссон, Андерс Йиварп              | 4:33         |
| 4.                  | «In My Absence»            | Станне              | Мартин Брэндстрём, Хенрикссон, Сундин  | 4:47         |
| 5.                  | «The Grandest Accusation»  | Станне              | Сундин, Хенрикссон, Брэндстрём, Йиварп | 4:55         |
| 6.                  | «At the Point of Ignition» | Станне              | Сундин, Хенрикссон                     | 3:53         |
| 7.                  | «Her Silent Language»      | Станне              | Сундин, Йиварп, Хенрикссон             | 3:33         |
| 8.                  | «Arkhangelsk»              | Сундин, Станне      | Сундин                                 | 3:56         |
| 9.                  | «I Am the Void»            | Станне              | Сундин, Хенрикссон, Йиварп             | 3:59         |
| 10.                 | «Surface the Infinite»     | Станне              | Хенрикссон, Йиварп, Брэндстрём         | 3:50         |
| 11.                 | «Iridium»                  | Сундин, Станне      | Сундин, Брэндстрём                     | 6:43         |
| Общая длительность: | Общая длительность:        | Общая длительность: | Общая длительность:                    | 47:45        |

| №                   | Название                     | Текст песни         | Музыка              | Длительность |
| ------------------- | ---------------------------- | ------------------- | ------------------- | ------------ |
| 12.                 | «Star of Nothingness»        | (инструментал)      | Сундин              | 2:12         |
| 13.                 | «To Where Fires Cannot Feed» | Станне              | Сундин              | 3:52         |
| Общая длительность: | Общая длительность:          | Общая длительность: | Общая длительность: | 47:45        |

| №   | Название              | Текст песни    | Музыка                     | Длительность |
| --- | --------------------- | -------------- | -------------------------- | ------------ |
| 12. | «Star of Nothingness» | (инструментал) | Сундин                     | 2:12         |
| 13. | «Out of Gravity»      | Станне         | Хенрикссон, Йиварп, Сундин | 4:40         |

| №   | Название                | Текст песни | Музыка                     | Длительность |
| --- | ----------------------- | ----------- | -------------------------- | ------------ |
| 12. | «The Bow and the Arrow» | Станне      | Сундин, Йиварп, Хенрикссон | 3:55         |

| №   | Название                     | Текст песни    | Музыка                     | Длительность |
| --- | ---------------------------- | -------------- | -------------------------- | ------------ |
| 12. | «Zero Distance»              | Станне         | Йиварп, Хенрикссон         | 4:02         |
| 13. | «Out of Gravity»             | Станне         | Хенрикссон, Йиварп, Сундин | 4:40         |
| 14. | «Star of Nothingness»        | (инструментал) | Сундин                     | 2:12         |
| 15. | «To Where Fires Cannot Feed» | Станне         | Сундин                     | 3:52         |
| 16. | «The Bow and the Arrow»      | Станне         | Сундин, Йиварп, Хенрикссон | 3:55         |

| №  | Название                                         | Длительность |
| -- | ------------------------------------------------ | ------------ |
| 1. | «Shadow in Our Blood» (видеоклип)                |              |
| 2. | «Dream Oblivion» (Live at With Full Force, 2010) |              |
| 3. | «The Fatalist» (Live in London, 2010)            |              |
| 4. | «The Grandest Accusation» (видеоклип)            |              |
| 5. | «Iridium» (Live at Summer Breeze Open Air, 2010) |              |
| 6. | «Iridium» (видеоклип)                            |              |
| 7. | «Zero Distance» (видеоклип)                      |              |

## Участники записи
- Микаель Станне — вокал
- Никлас Сундин — гитара
- Мартин Хенрикссон — гитара
- Даниэль Антонссон — бас гитара
- Мартин Брэндстрём — клавиши и электроника
- Андерс Йиварп — ударные